# Film School Rejects
Film School Rejects è un blog statunitense dedicato a recensioni di film, interviste, notizie dall'industria cinematografica e commentary. Venne fondato da Neil Miller nel febbraio del 2006.
Fu candidato nella categoria Best News Blog dalla rivista Total Film e incluso tra i migliori 50 siti per cineasti da MovieMaker. Il suo podcast, Reject Radio, venne votato come il quarto migliore dedicato al cinema da Movies.com.
Film School Rejects e i suoi collaboratori vennero frequentemente nominati e citati da alcune importanti testate giornalistiche, come The New York Times, CNN, Los Angeles Times, Mashable, e American Public Media. Il sito si distinse anche per i suoi pesci d'aprile, riportati, tra gli altri, da MTV e Fandango,

## Riconoscimenti
- #4 Best Podcast for Movie Fans – Movies.com, 2012[5]
- #3 Best Movie Blog – BlogRank, 2012[10]
- 50 Best Blogs for Filmmakers – MovieMaker, 2010[4]
- Best News Blog (cancidatura) – Total Film, 2010[3]
- Site of the Week – AMC, 2008[11]